# Saskia de Brauw
Saskia de Brauw (Ámsterdam, 19 de abril de 1981) es una artista y modelo neerlandesa.

## Carrera
Después de un comienzo temprano en el mundo de la moda, de Brauw abandona el modelaje a los 16 para dedicarse de lleno al arte, estudiando la carrera en el Gerrit Rietveld Academie de Ámsterdam, su ciudad natal.  A los 29 años vuelve a modelar y luego aparece en simultáneo en dos portadas de Vogue. En marzo de 2011 es fotografiada por Mert y Marcus para la última edición del Vogue francés con Carine Roitfeld  como editora, y en el mismo mes aparece en la portada de Vogue Italia, fotografiada por Steven Meisel.
De Brauw modela junto con Mariacarla Boscono y Daphne Groeneveld para la campaña Primavera/Verano 2011 de Givenchy, en la campaña Otoño/Invierno 2011 de Versace, en MaxMara Primavera/Verano 2012 y en Chanel para la temporada Otoño/Invierno 2012, así como en la campaña Otoño/Invierno de Loewe, y en las campañas de la primavera 2013 de Fendi, Prada, Giorgio Armani y Lanvin.
En 2013 actúa junto a Andrej Pejic, Tilda Swinton, Iselin Steiro y David Bowie en el video musical de este último, The Stars (Are Out Tonight). En los créditos, ella figura como " Celebrity 2 ".
Saskia de Brauw es representada por Paparrazi Model Management  en Ámsterdam. Ella también está representada por VIVA París, VIVA Londres, DNA Model Management en Nueva York  y Why Not Model Agency en Milán.
En agosto de 2013 De Brauw ocupa el puesto #2 de las 50 modelos más importantes del sitio web models.com, detrás de puertorriqueña Joan Smalls.
En su arte Brauw explora la relación entre el cuerpo físico y su entorno. Su trabajo abarca tanto la fotografía y la instalación, así como el verso y la prosa escrita.